# 美國家庭球場
美國家庭球場（英語：American Family Field），原名美樂棒球場（英語：Miller Park），是位於美國威斯康辛州密爾瓦基的一座棒球場，現為美國職棒大聯盟密爾瓦基釀酒人隊的主場。美國家庭球場啟用於2001年，作為棒球場時可容納41,900名觀眾；球場名稱原本是由美樂釀酒公司與體育館簽約，共贊助4千萬美金成為球場的抬頭掛名贊助商，其掛名可使用至2020年。2020年改由美國家庭保險公司冠名。美國家庭球場採用開合式屋頂的設計，外牆則使用仿磚造建築的色調。
球場在興建時，曾發生一具名為大藍（Big Blue）的起重機吊臂倒塌，而造成三名工人死亡的工安事故，此事故造成球場的啟用延後。現在在球場外立有三名工人的銅像以紀念此事。

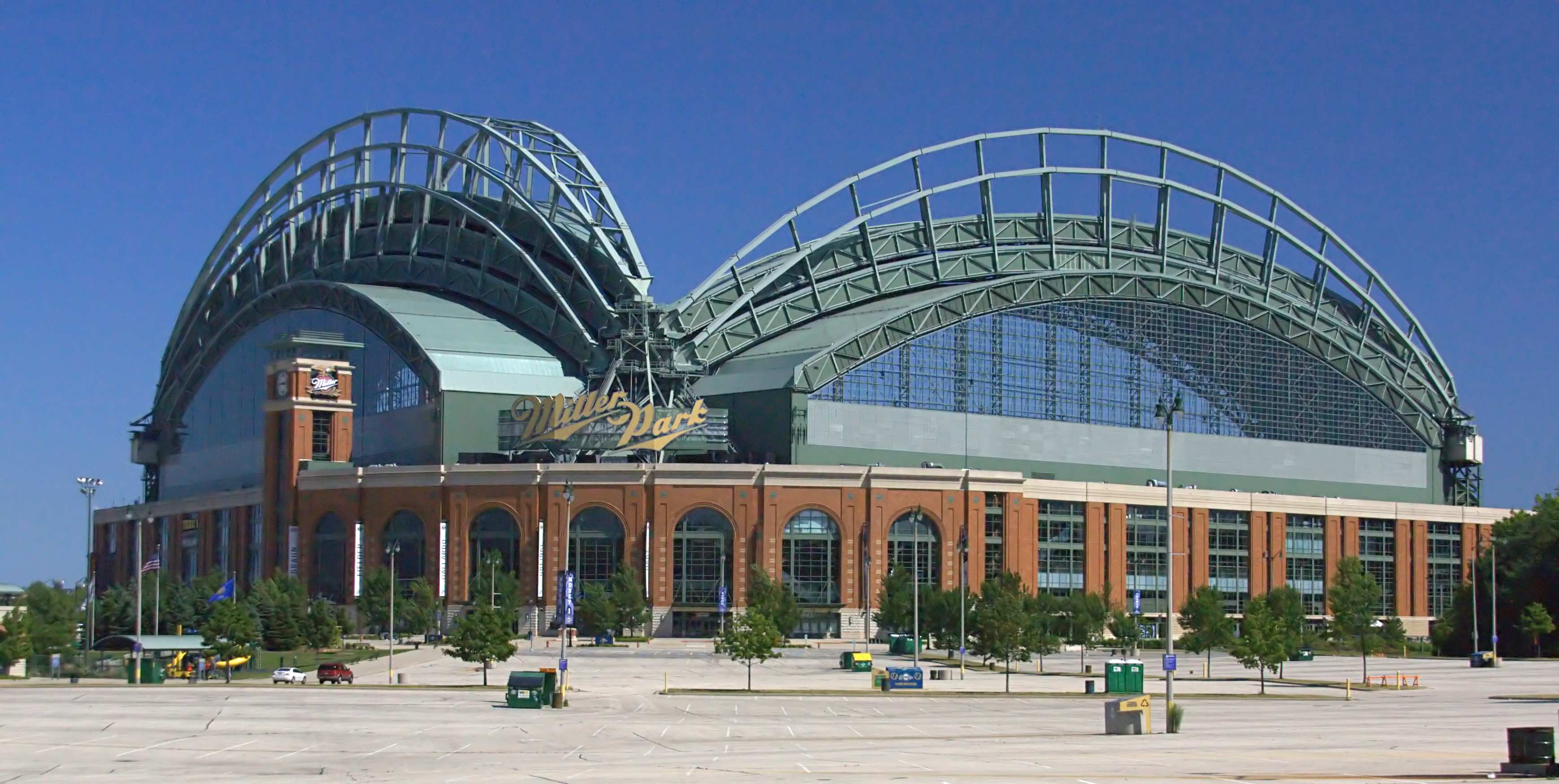
球場外觀

## 特色
- Bernie's Dugout

Bernie's Dugout是美國家庭球場一座專供釀酒人吉祥物Bernie使用的大型溜滑梯，每當釀酒人隊球員擊出全壘打後，Bernie就會從滑梯上滑下來慶祝一番。

## 外部連結
- Miller Park 官方網站 （页面存档备份，存于）